# Заборонені лінії

Нижні рівні енергетичної структури двічі іонізованого атома Оксигену. Заборонені лінії показано зеленим.

Заборо́нені лі́нії — спектральні лінії, для яких відповідні імовірності спонтанних переходів дуже малі.

## Позначення
Заборонені лінії позначають квадратними дужками навколо відповідного атома, іона чи молекули, наприклад [O III] — заборонені лінії двічі іонізованого кисню (495,9 та 500,7 нм). 
Залежно від того, як змінюється набір квантових чисел, що описує стан атома чи іона до та після переходу, заборонені лінії поділяють на магнітно-дипольні, квадрупольні, магнітно-квадрупольні, октупольні та ін., а також інтеркомбінаційні. 
Серед цих ліній прийнято виділяти небулярні (N), авроральні (A) і трансавроральні (TA).

## Теоретичні передумови
Імовірність спонтанних переходів електронів в атомах чи іонах зазвичай описують ейнштейнівськими коефіцієнтами. Для дозволених переходів ці коефіцієнти сягають 108 на секунду, тоді як для заборонених — на 5—10 порядків менше. Якщо з якогось рівня можуть відбуватися як дозволені, так і заборонені переходи, то практично здійснюватимуться лише дозволені. Заборонені переходи спостерігатимуться лише з метастабільних станів, тобто таких, з яких немає дозволених переходів униз. Тривалість перебування атома в метастабільному стані досить велика: наприклад, час існування двічі іонізованого атома кисню на першому збудженому рівні становить близько 38 секунд, а час існування атома водню на верхньому енергетичному рівні надтонкої структури становить майже 11 мільйонів років.

## Фізичні умови
Для того, щоб відбувся спонтанний перехід із метастабільного стану потрібно, щоб атом (іон чи молекула) протягом тривалого часу, порівняного з тривалістю існування збудженого стану, не зазнали впливу випромінювання чи зіткнень з іншими частинками. Тобто, для появи заборонених ліній потрібна мала густина речовини й випромінювання. У лабораторних умовах заборонені лінії зазвичай не спостерігаються, оскільки навіть для високого вакууму довжина вільного пробігу обмежена розмірами вакуумної камери. Потрібні умови виникають у розрідженому космічному просторі, зокрема, у верхніх шарах атмосфер планет і зоряних атмосфер, у галактичних туманностях та в міжзоряному середовищі.

## Спостереження
Інтенсивні заборонені лінії спостерігаються в спектрах:
- полярного сяйва: лінії атомарного кисню [O I] та іонізованої молекули азоту;
- сонячної корони: лінії багаторазово іонізованого заліза та нікелю, зокрема, найяскравіша лінія корони —  530,3 нм — лінія тринадцятиразово іонізованого заліза [Fe XIV][5];
- планетарних туманностей: небулярні лінії важких іонізованих елементів: сірки ([S II] — 671,6 та 673,1 нм, — і азоту [N II] — 654,8 та 658,4 нм; двічі іонізованого кисню [O III]. Такі лінії вважаються основними для діагностики фізичних умов всередині планетарних туманностей[3];
- міжзоряного середовища: радіолінія надтонкої структури атома водню — 21 см[2];
- сейфертівських галактик та квазарів[1].

Галерея об'єктів із забороненими лініями в спектрах
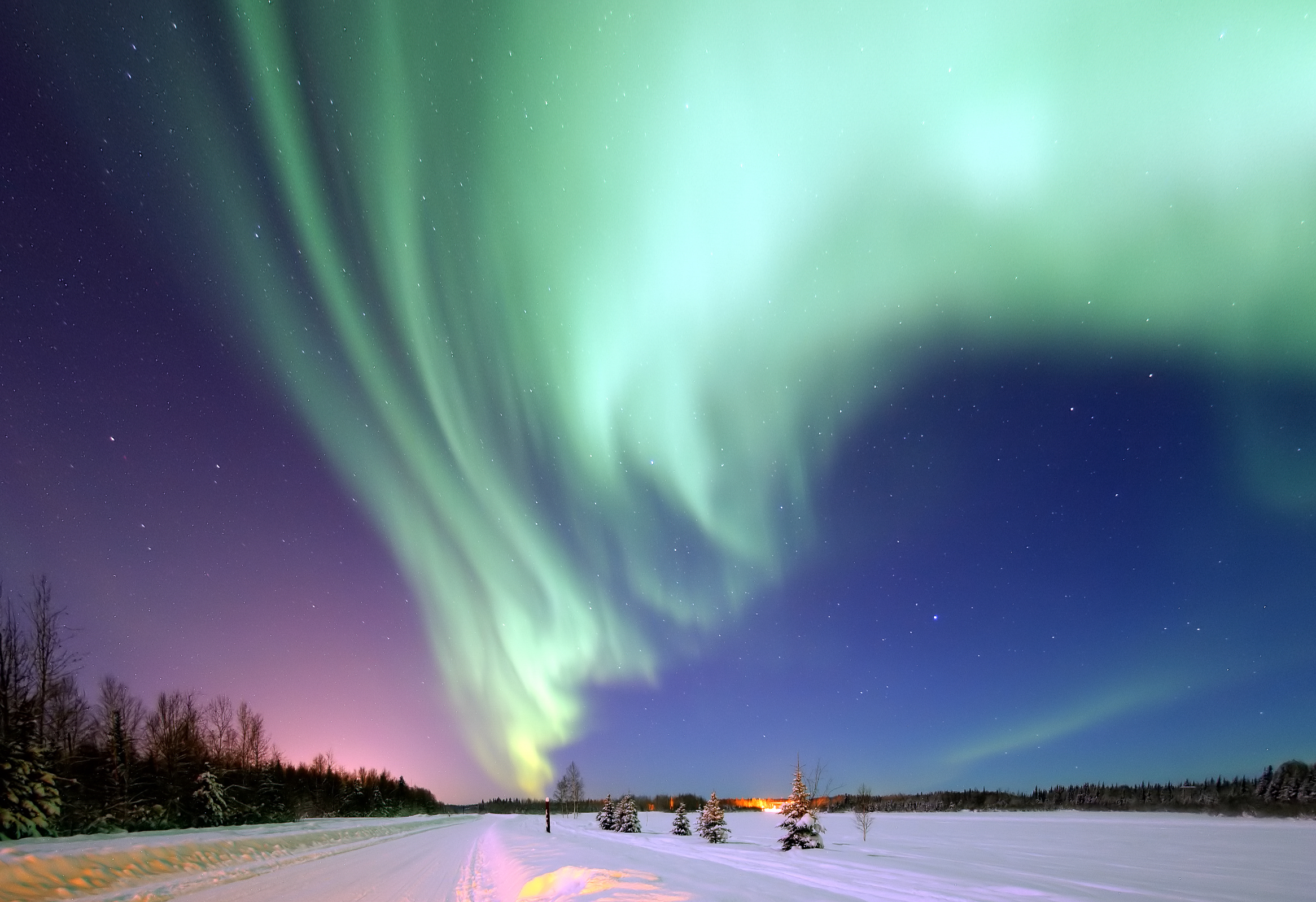
За зелений колір полярного сяйва відповідає заборонена лінія кисню
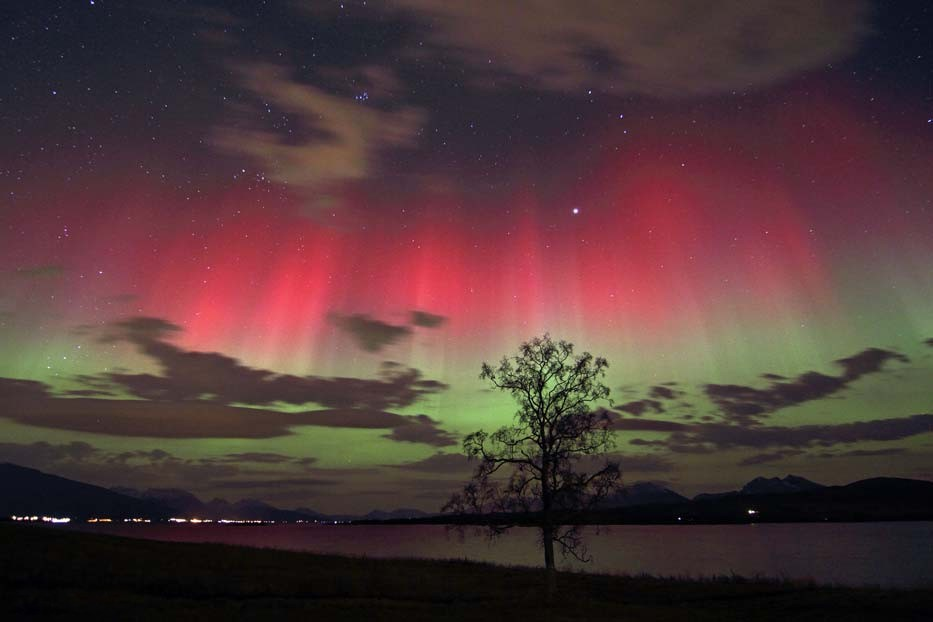
Досить рідкісне двокольорове полярне сяйво має дві заборонені лінії  - кисню (зелений колір) та азоту (червоний колір)
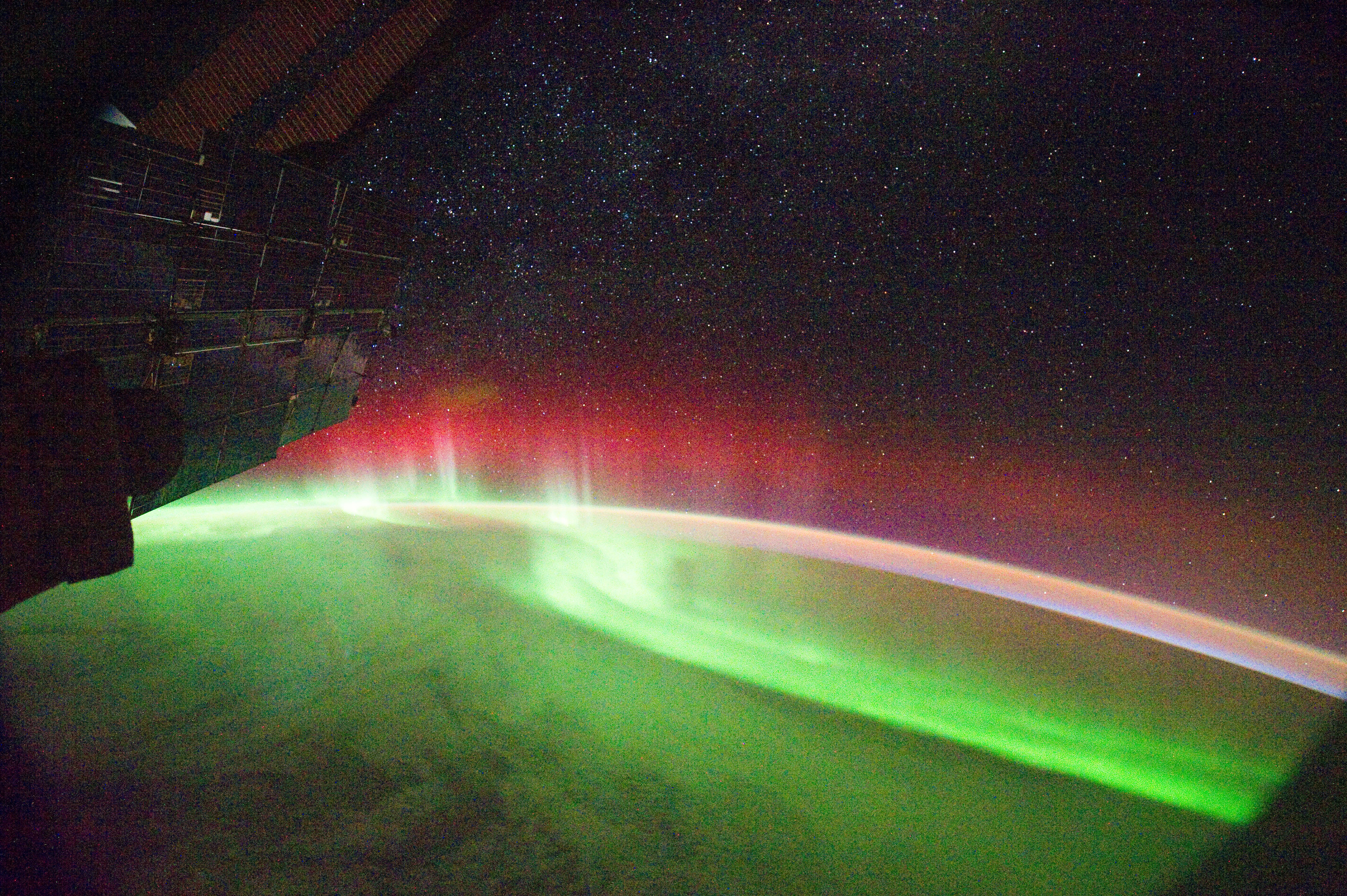
Двокольорове полярне сяйво з Міжнародної космічної станції
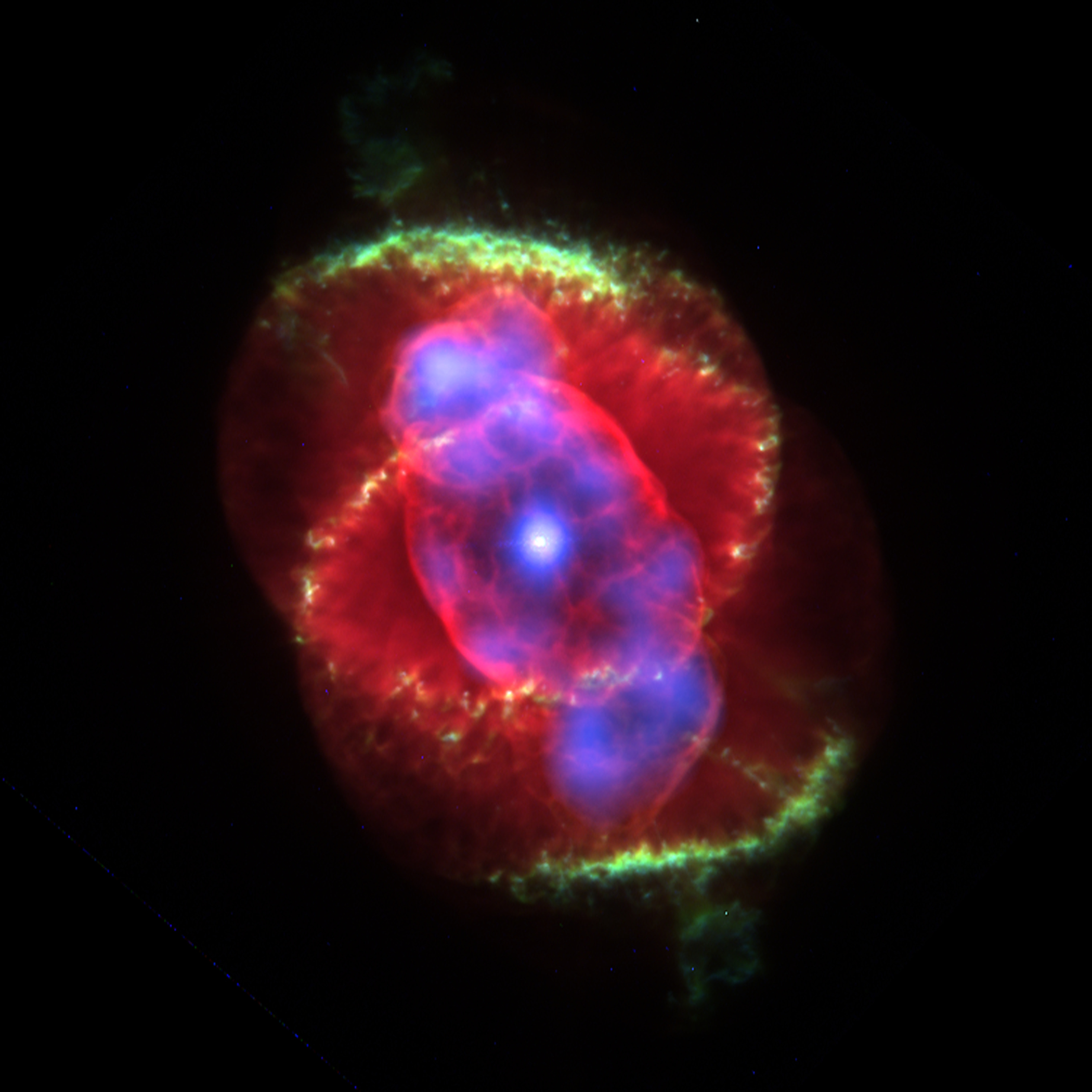
Туманність Котяче Око, внутрішня ділянка, зображення в псевдокольорах (червоний — Hα; синій — нейтральний кисень, 630 нм; зелений — іонізований азот, заборонена лінія 658,4 нм)
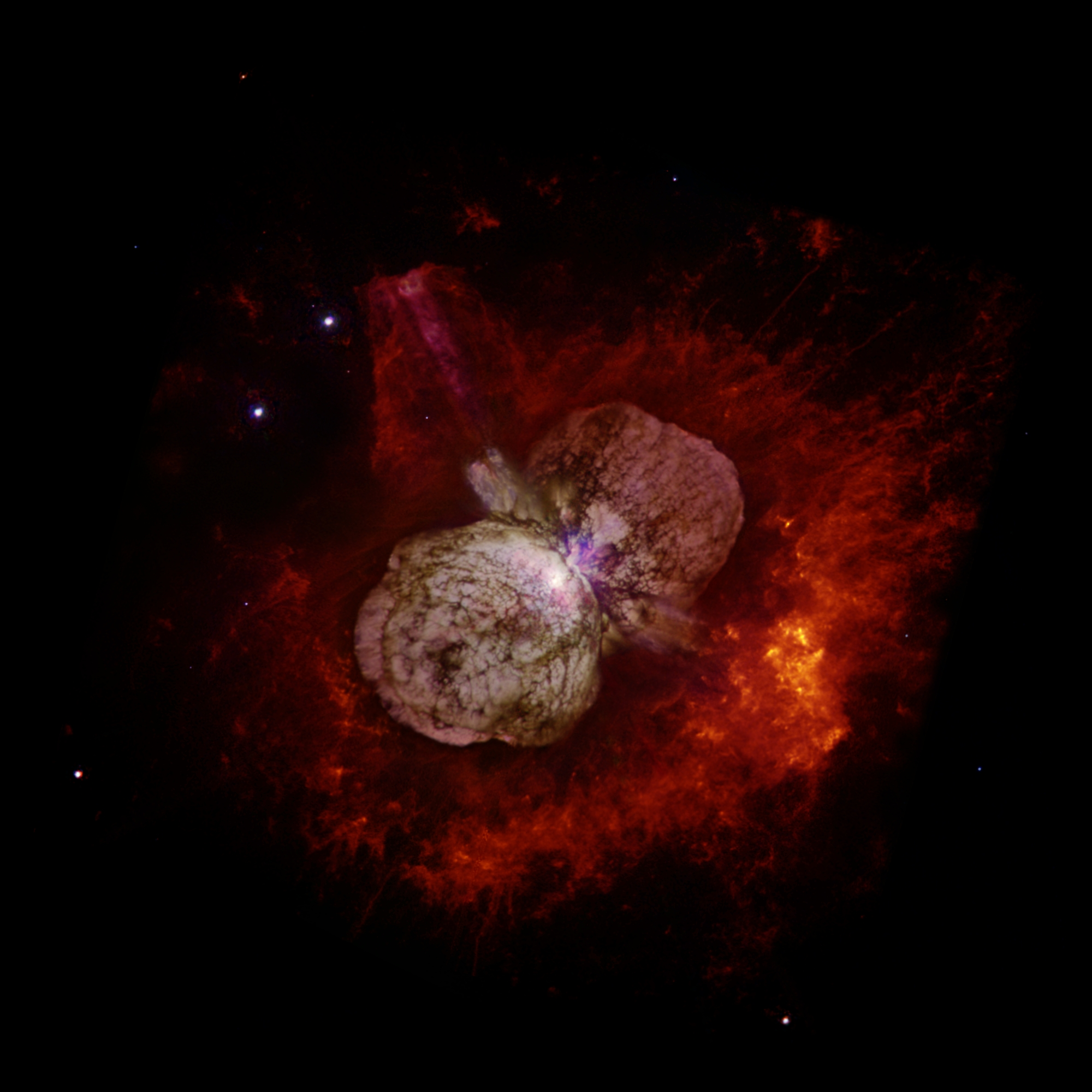
Туманність Гомункул, біполярна емісійна та відбивна туманність довкола зорі Ета Кіля, яка є частиною більшої туманності Киля (зона H II). Туманність має заборонені лінії [FeII] та [NII]
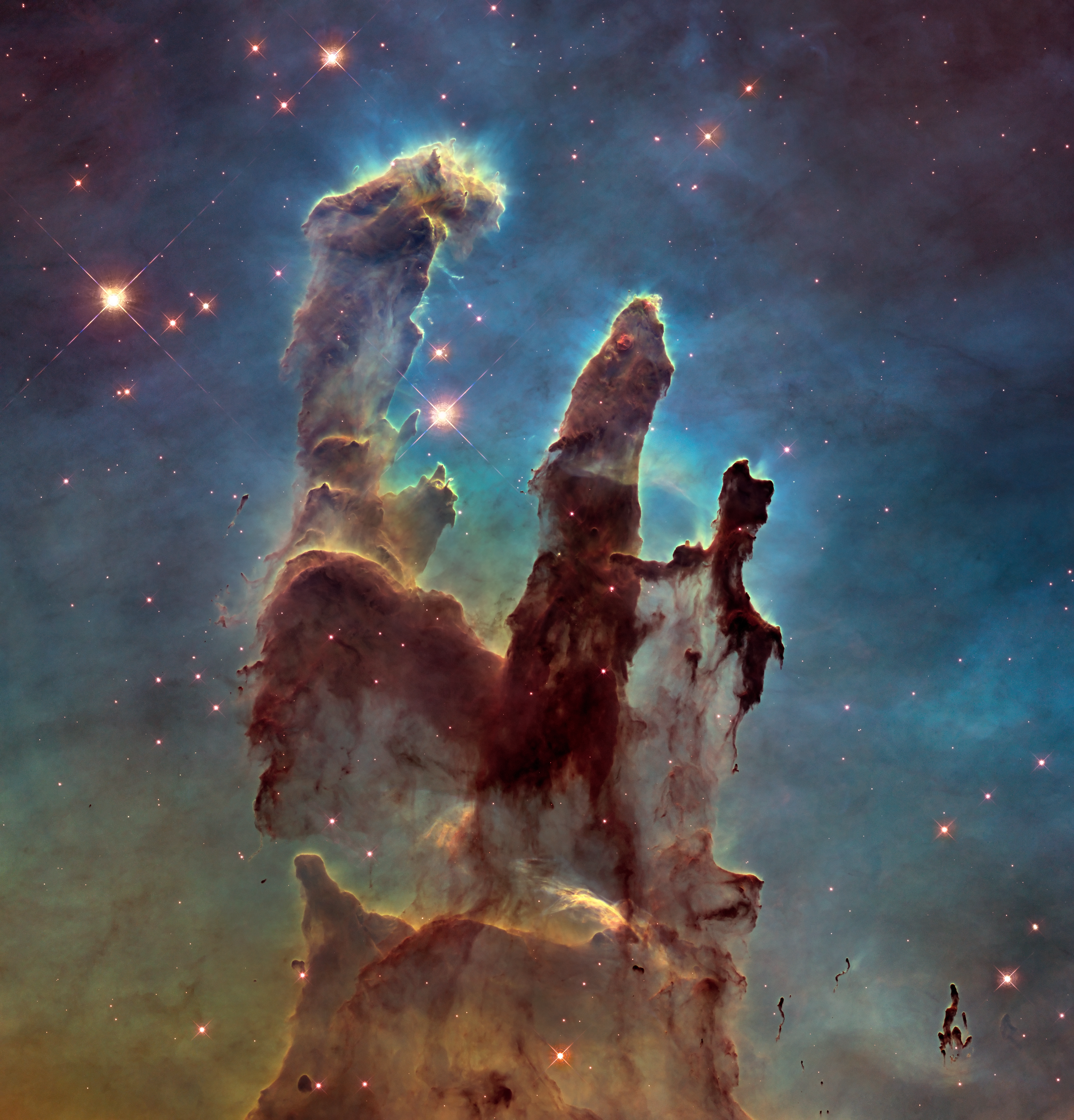
Стовпи творіння- напевпевно одне з найвідоміших зображень зони H II
Туманність Оріона (складене зображення у видимому та інфрачервоному світлі) - зона H II
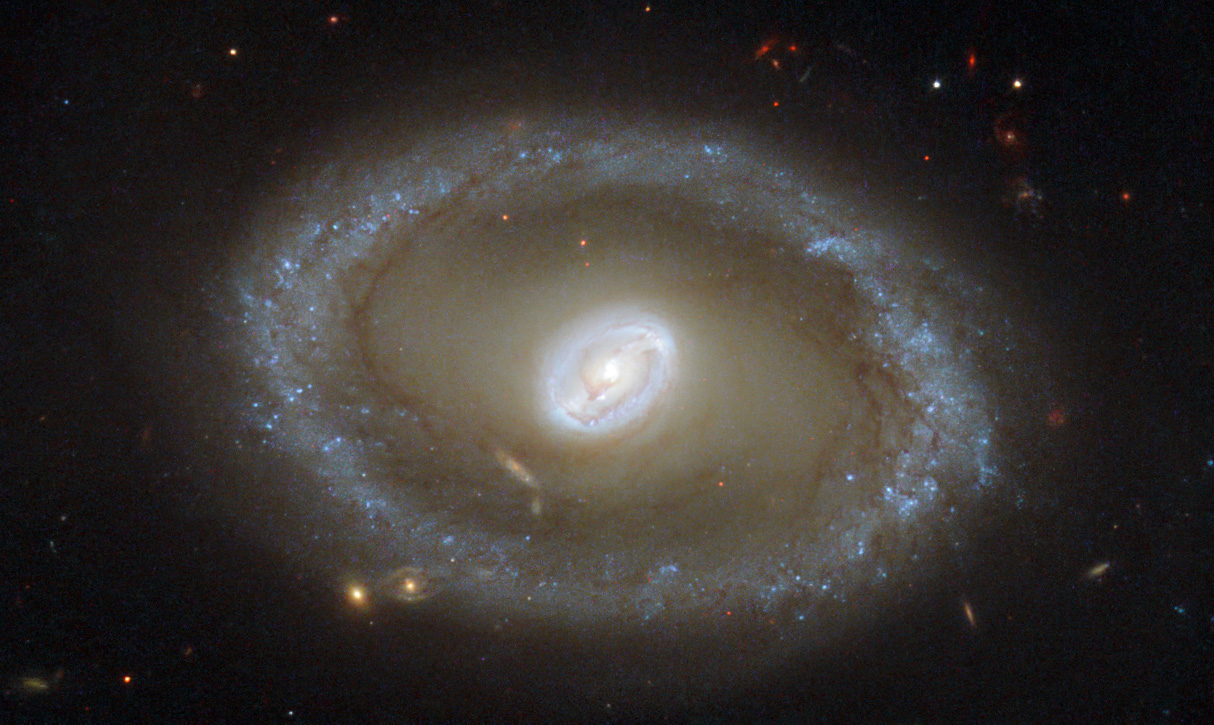
NGC 3081 - сейфертівська галактика типу II, яка має дуже яскраве ядро